# Calamus maritimus
Calamus maritimus är en enhjärtbladig växtart som beskrevs av Carl Ludwig von Blume. Calamus maritimus ingår i släktet Calamus och familjen Arecaceae. Inga underarter finns listade i Catalogue of Life.